# Nuno Vicente
Nuno Vicente (Chartres, 1981) é um artista plástico e visual francês que vive e trabalha em Berlim.
Licenciou-se em Pintura em 2004 e concluiu o mestrado em Artes Visuais em 2006, ambos na Escola Superior de Artes e Design (ESAD), em Caldas da Rainha.
Em 2015 foi Prémio EDP Novos Artistas, da Fundação EDP.